# Lukas Graham
Lukas Graham est un groupe danois de pop avec des influences soul et de funk. Le groupe est actuellement[Quand ?] composé du chanteur Lukas Forchhammer, du bassiste Magnus Larsson, du batteur Mark Falgren et du claviériste Morten Ristorp.

## Histoire

### Débuts et succès local (2010–2014)
Le groupe est formé en 2010 autour de Lukas Forchhammer, le chanteur originaire de Christiania, né le 18 septembre 1988.
Leur premier album, homonyme, disponible uniquement en Europe et dans certains autres pays, est certifié cinq fois disque de platine au Danemark. Leur premier album comprenait également quatre chansons qui se sont classées dans les palmarès comme Drunk in the Morning, Better than Yourself (Criminal Mind Pt 2) et Ordinary Things. Au cours de l'année 2012, Lukas Graham donne 107 concerts à travers l'Europe, vendant 40 000 billets rien qu'au Danemark. Ils comptent 80 000 albums et 150 000 singles vendus tout en obtenant 5 millions de vues sur YouTube et 27 millions de streams. Leur tournée les a menés à travers l'Europe dans des pays comme l'Angleterre, les Pays-Bas, la Norvège, la Suède, l'Allemagne, l'Autriche, la France et l'Espagne.

### Succès international (depuis 2015)
Leur principal succès est le single 7 Years (2015) qui atteint la première place du palmarès dans plusieurs pays comme le Danemark, l'Autriche et la Suède.
En décembre 2016, Lukas Graham est nommé pour trois Grammy Awards dont celui du disque de l'année et de la chanson de l'année pour 7 Years et celui de la meilleure performance en duo/groupe pop. 7 Years est également nommée pour la chanson de l'année aux BBC Music Awards 2016, où le groupe a interprété la chanson en direct le 12 décembre 2016,.
En septembre 2018, le groupe annonce son troisième album 3 (The Purple Album), qui sortira le 26 octobre 2018 chez Warner Bros. Records, et son single principal Love Someone.
Le 20 février 2019, Lukas Graham participe en tant qu'artiste invité à la troisième saison de I Can See Your Voice Thailand. Le 8 avril 2019, Lukas Graham participe en tant qu'artiste invité à la dix-septième saison d'American Idol lors de la deuxième soirée de l'épisode Top 20 Duets. Forchhammer chante avec les candidats Eddie Island et Dimitrius Graham, qui ont tous deux accédé au Top 14.

## Discographie
- 2012 : Lukas Graham
- 2015 : Lukas Graham (surnommé « album bleu »)
- 2018 : 3 (The Purple Album)